# Pachastrella cribrum
Pachastrella cribrum är en svampdjursart som beskrevs av Lebwohl 1914. Pachastrella cribrum ingår i släktet Pachastrella och familjen Pachastrellidae. Inga underarter finns listade i Catalogue of Life.